# 1975樂團
1975樂團是一支成立於2002年，來自英國英格蘭曼徹斯特的流行搖滾樂團，由主唱兼節奏吉他手 Matty Healy、主奏吉他手 Adam Hann、貝斯手 Ross MacDonald，以及鼓手 George Daniel 四人組成。
樂團的起源可以追溯到他們就讀於威姆斯洛高中並在青少年時期一起演奏。 一場由議會工作人員組織的演出帶領樂隊與音樂廠牌Dirty Hit和 Polydor Records 簽約。 樂團在 2012 年開始了幾場主要演出並發行了一系列擴展劇（Facedown、Sex、Music for Cars、IV），然後發行了他們在英國排行榜上名列前茅的首張同名專輯《The 1975》（2013 年），其中包括流行單曲Sex、Chocolate和Robbers。
他們的第二張專輯《突襲美夢》(2016)，在美國、英國、加拿大、澳大利亞和紐西蘭排名第一。 在巡演週期之後，樂團宣布了他們的第三張專輯將以名為“Music for Cars(汽車音樂)”的專輯企劃，然後在整個 2017 年中斷活動並製作專輯。
樂團於 2018 年回歸，宣布這張專輯已經發展到最後階段，一次包含了他們的第三張和第四張錄音室專輯。 第三張《網路交友的快問快答》（2018 年）發行後廣受好評，並成為他們在英國的第三張排行榜第一的專輯。 第四張專輯《世俗紀事》於 2020 年 5 月發行，成為他們連續第四張在英國排行榜第一的專輯。第五張專輯《用外語搞笑》於2022年10月14日發布。
其抒情主義的歌詞風格及流行搖滾、合成流行音樂、R&B、電子音樂、New Wave音樂（如英國車庫搖滾、2-step 和環境音樂）和各種搖滾樂的形式（如瞪鞋、後朋克和後搖滾），以及爵士樂、靈魂樂、福音音樂的元素等不拘一格的流派與探索獲得相當的讚譽。

## 历史

### 2002–2011: 成團過程
主唱兼節奏吉他手 Matty Healy 為一名作家的兒子, 成長於 紐卡斯爾 和 柴郡.他在2002年時在威姆斯洛高中遇見了貝斯手Ross MacDonald、 吉他手Adam Hann和 鼓手George Daniel;他們在青少年時一起組成樂團.此樂團成立於地方議會工人所舉辦的大型青少年演唱會。當時 Adam Hann 告訴 Matty Healy 他想要在這場演唱會演出。 樂團初期以翻唱歌曲為主，直到終於寫了首歌。Matty Healy曾說「這是一切的開始，我們從大約15歲就一起做音樂了」。在Adam Hann邀請所有成員並組成樂團之後，樂團開始於地方俱樂部翻唱朋克歌曲。Matty Healy 原本是一位鼓手，但在前主唱離團後接替了主唱的位置，而 George Daniel 被招募成為新任鼓手，為樂團最後一位加入的固定成員。

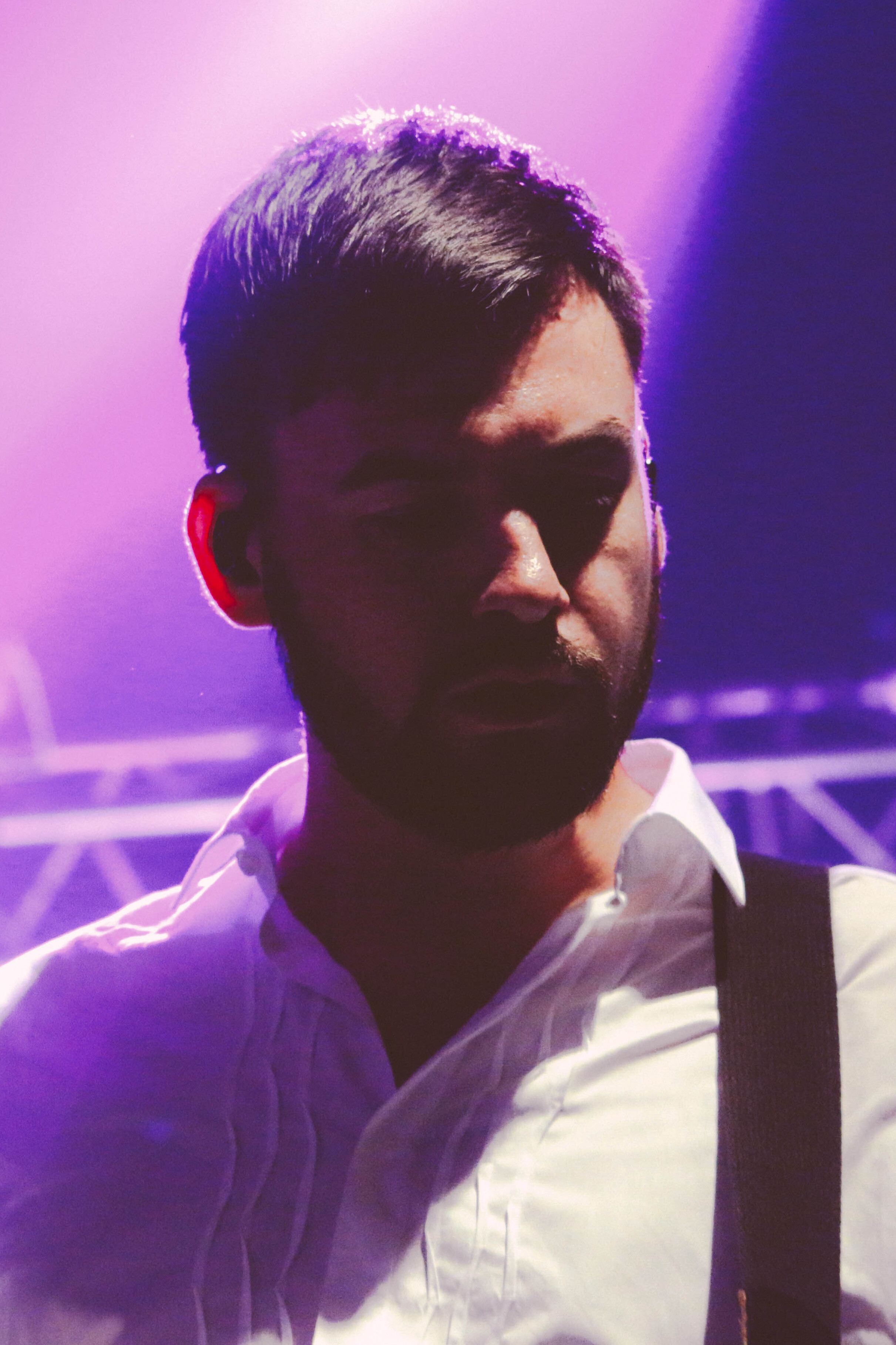
貝斯手 Ross MacDonald 於Buenos Aires 2017的演出

原本樂團的團名為"Me and You Versus Them"、"Forever Drawing Six"、"Talkhouse"、"Bigsleep"、"Drive Like I Do",在團名形成"The 1975"之前，Matty Healy 表示團名的靈感來源是隨意翻到一本書名為《在路上》(On the Road)由Jack Kerouac 所著的書本背面，上面註記著日期 "6月1日 1975年"。

### 2012–2014: 樂團早期事業及首張同名專輯
樂團的第一張同名專輯是與Arctic Monkeys的合作者Mike Crossey共同錄製的。
錄製期間從2012年秋天到2013年的春天，在專輯錄製期間，樂團發布了4張迷你專輯。
樂團為了增加專輯的聲勢而展開了巡演，包含了大型演唱會以及在其他藝人的演唱會中作為特別來賓演出。
此專輯獲得了正面的評價，也於2012年9月的英國專輯排行榜中奪冠。
樂團的第一張迷你專輯名為Facedown，2012年8月樂團在英國的廣播中初次播送了主打歌曲The City"，同時也在BBC Radio 1由Huw Stephens主持的BBC Introducing節目中亮相。

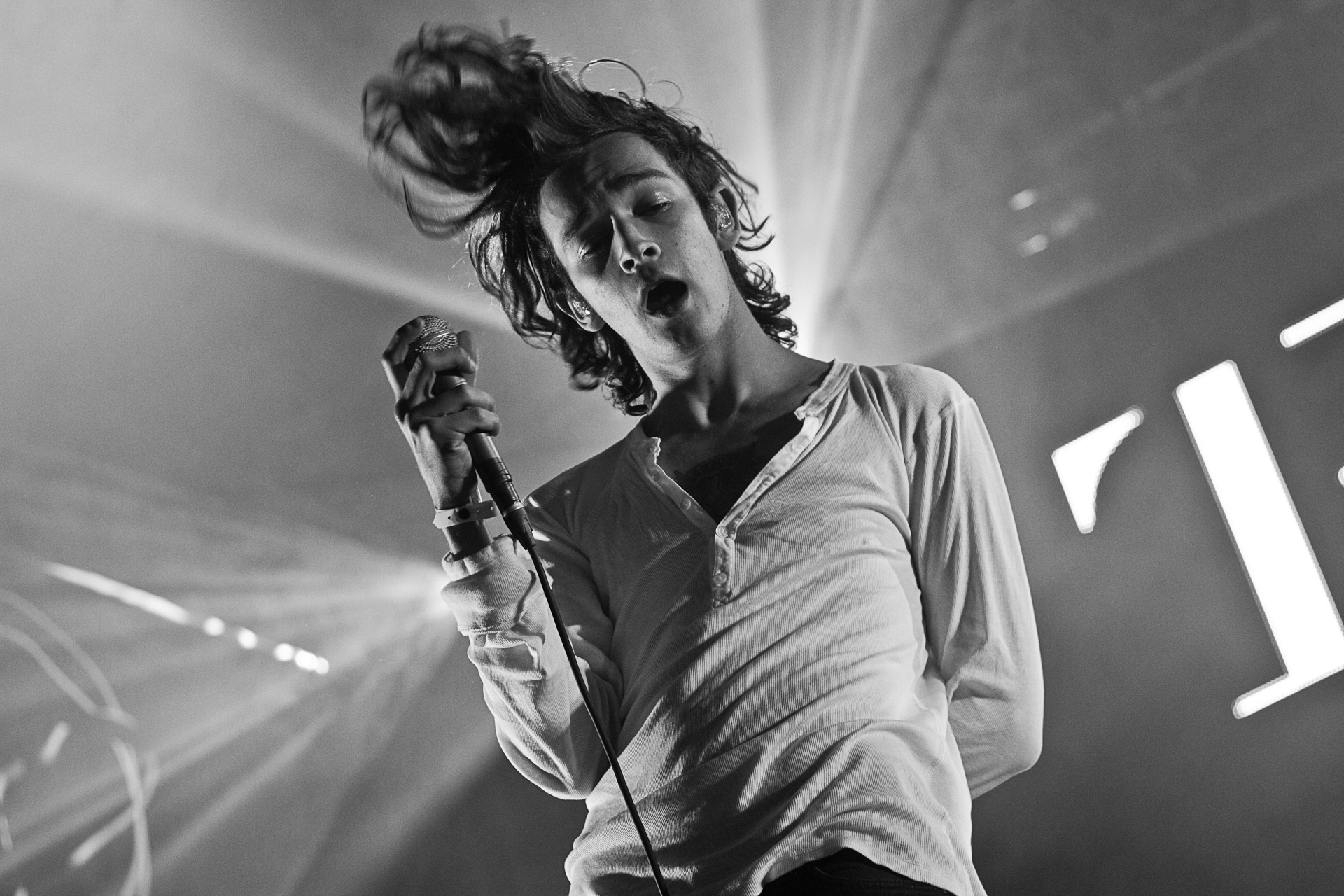
Matthew Healy at Southside Festival 2014

The 1975於2012年年底再一次於英國廣播中獲取人們目光，他們在BBC Radio 1由DJZane Lowe大力推薦樂團迷你專輯eponymous EP中的新單曲Sex，此單曲發布於2012年11月19日。
樂團開始了英國與愛爾蘭的巡演，並持續到2013年年初。樂團於2014年春天開始美國巡演。
在2013年3月發布迷你專輯Music for Cars後，樂團以單曲"Chocolate"成功登上主流音樂排行榜，並於英國單曲排行榜中獲得第19名。樂團於2013年5月20日發布了迷你專輯IV，其中包含了新版本的"The City"。此曲於英國獲得了優秀的排行，且在其他多個國家播送。
The 1975更增加了巡演場次，以推廣他們的迷你專輯和即將到來的同名專輯。樂團於2013年5月26日為Muse的The 2nd Law World Tour在倫敦Emirates Stadium的巡演第二階段作為嘉賓。
並在2013年7月13於Hyde Park為the Rolling Stones開場。
2013年8月，樂團在2013 Reading and Leeds Festivals演出。
在一則由Elliot Mitchell所撰寫的名為"當留聲機響起"文章中寫道，樂團在發布同名專輯之前一連串發布了幾張迷你專輯，此舉比起堆砌單曲，更像是建立樂團廣闊的音樂意境所做出的必要之舉。主唱Matty Healy說道：「我們必須在發行專輯前先發布迷你專輯，因為我們想在發行如此長篇且具野心的專輯給人們之前，先確認是否能更妥當的表達自己。」

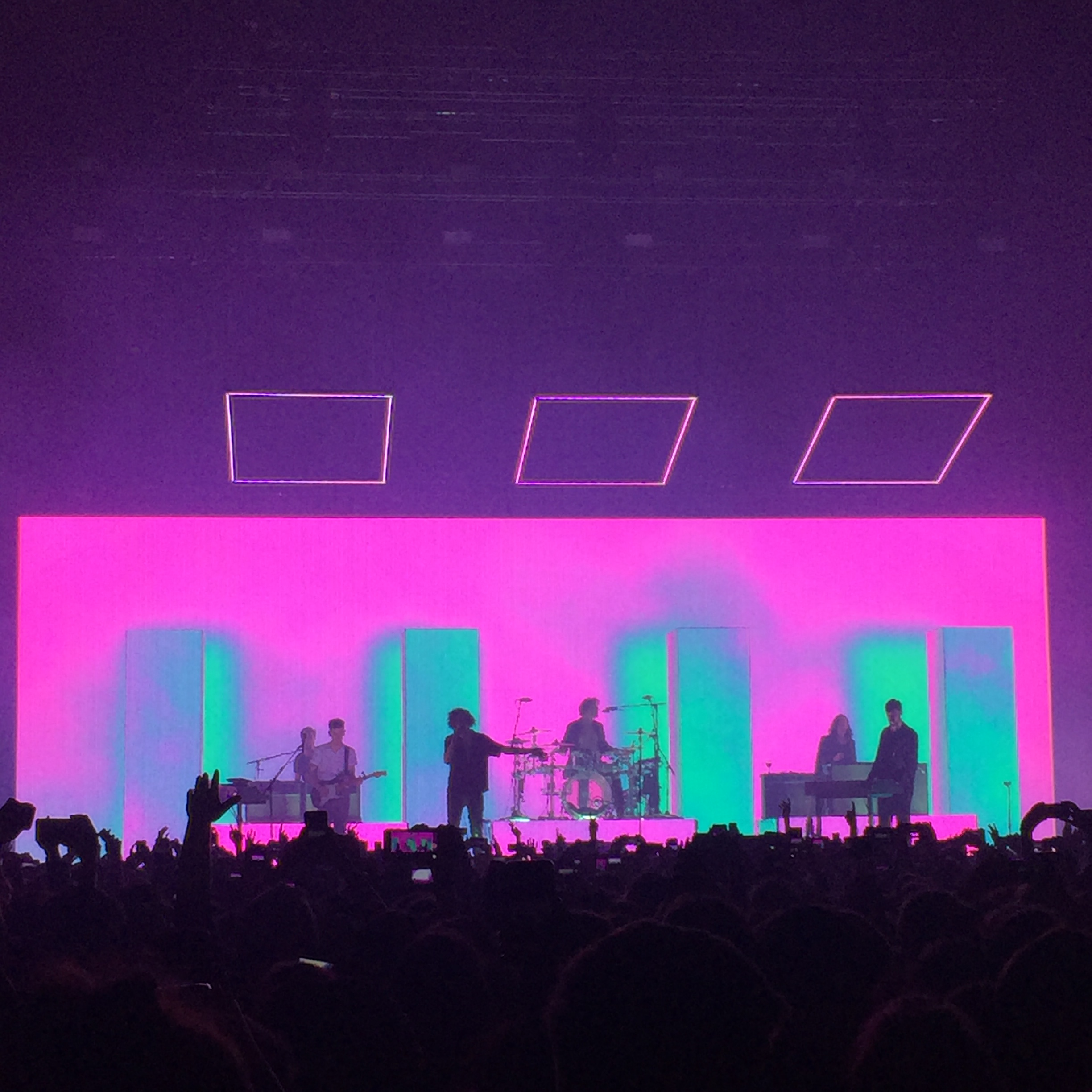
Live at 3Arena, Dublin, 2016

樂團的同名專輯The 1975發行於2013年9月2日。共同製作人Mike Crossey，以和Arctic Monkeys與Foals的合作而著名。
主唱Matty Healy在Larry Heath主持的The AU Review訪談中回想道:樂團在發行同名專輯前，巡演票就經常售鑿了。
主打單曲是重新錄製版的"Sex"，於2013年8月26日發行。
此曲於2013年7月8日在BBC Radio 1 由Zane Lowe主持的節目上初次亮相，以及在7月26日在YouTube發布了MV。
The 1975首張同名專輯在英國專輯排行榜獲得了第1名。
The 1975於2013年9約開始了巡演，也在Kingston upon Hull的Freedom Festival做為主打演出樂團之一。
在2017年的UK City of Culture慶典被指定為演出樂團。
同年9月8日為電子Indie樂團Bastille作為演唱會開場嘉賓。
樂團於10月進行了北美巡迴，於11月執行了歐洲巡迴，並於2014年在紐西蘭和澳洲演出。同年同月，樂團在皇家亞伯特音樂廳演出。
2014年5月，當樂團在北美巡演時，樂團所錄製的作品以數位發行。
主唱Matty Healy在音樂頻道Q2表示2015年會有新的錄音行程。.

### 2015–2017:《突襲美夢》
2015 年 6 月 1 日，樂隊的社交賬號被終止，引發了大眾激烈猜測。前一天在主唱 Matty Healy 的 Twitter 上發布了一則包含一張耐人尋味的連環漫畫貼文，後來又被發佈到了他們的經理 (Jamie Oborne) 的帳號上，表明樂團解散了。而在第二天帳戶卻恢復了，但封面圖片和個人資料照片更改成白色與霓紅色，有別於之前樂團慣用的黑白色調，這表明是為了發表新專輯的宣傳噱頭。

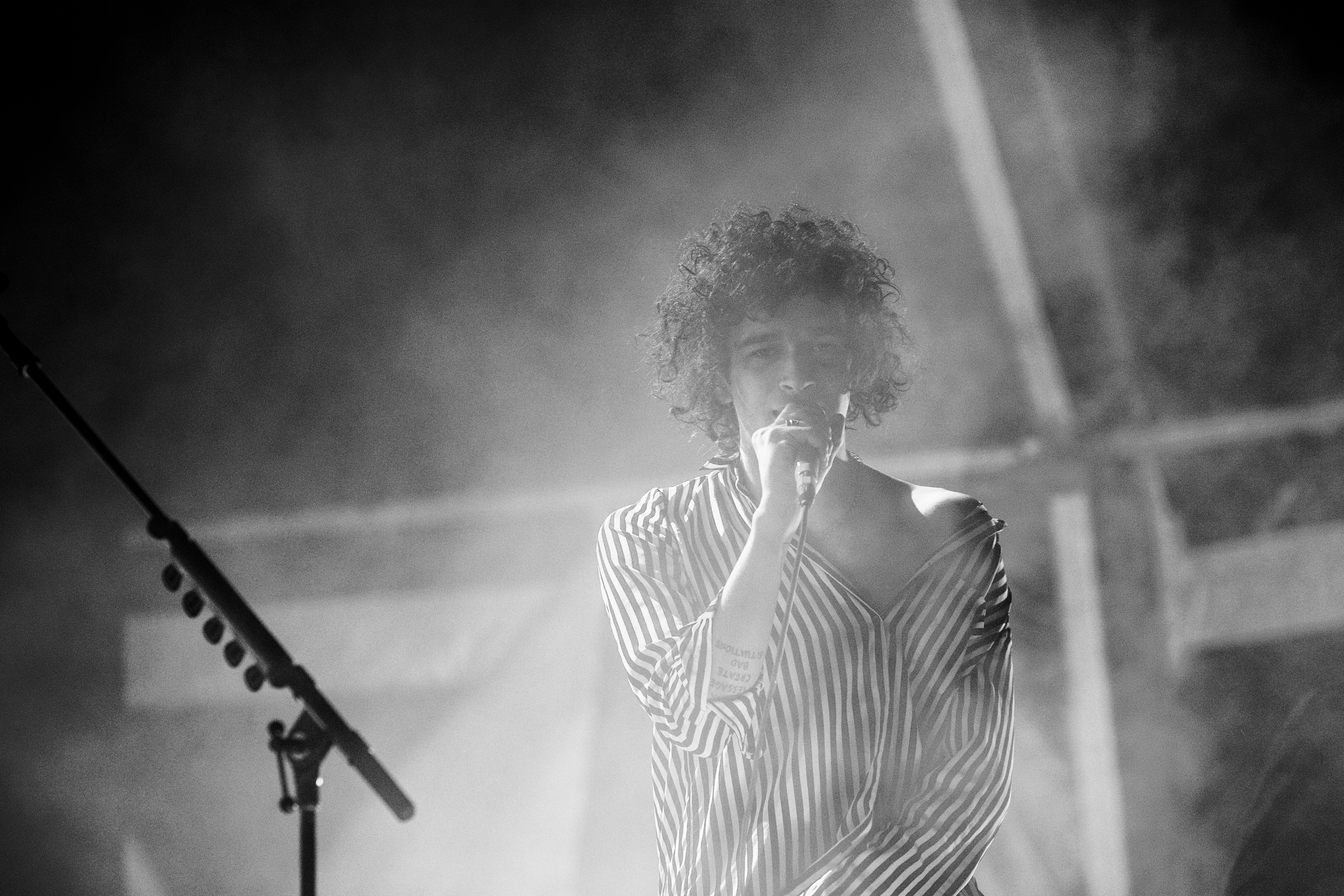
貝尼卡西母音樂節巡演期間 2016

10 月 8 日，樂團宣布了他們的第二張專輯突襲美夢。他們首演了主打單曲“Love Me”，同時安排了在歐洲、北美洲和亞洲的巡迴演出。單曲“UGH!”於12 月 10 日在 Beats 1 發行。專輯的第三首單曲“The Sound”於 2016 年 1 月 14 日在 BBC Radio 1 首播。第四首單曲“Somebody Else” 於2016 年 2 月 10 日發行。在專輯發行的四天前，“A Change of Heart”於 2 月 22 日在 Radio 1 首播。
NME，之前曾對樂團高度批評，稱讚這張專輯的眼界和野心，寫道「任何像突襲美夢一樣深入你心靈的唱片都應該是被認為是必不可少的。它非常高明，也非常有趣」。他們後來將其譽為 2016 年的年度專輯。儘管音樂記者 Alexis Petridis 注意到專輯的部分內容是過於雄心勃勃，他繼續聲稱「令人難以置信的是，大多數時候 Ｍatty Healy 都能逃離責難。這有時是因為他的觀察很敏銳——在扭曲的名人文化中，『你看起來很有名，讓我們成為朋友吧/描繪我們所擁有重要的東西/做我們喜歡的事情』如此描繪是相當尖銳的——但更常見的是因為它們充滿了詼諧的自我意識和貶低，像是無休止地描繪他所遇到的那些空洞、麻木的女孩們如何讓他感到厭倦，而不是一直把抒情的目標轉向自己」。在更複雜的評論中，滾石批評了像“Lostmyhead”和“Please Be Naked”這樣的歌曲，形容為“無聊地融化”的歌曲，但讚揚了“Somebody Else”、“Loving Some”和“Love me”。
這張專輯於 2 月 26 日發行，並在英國專輯榜和美國專輯榜上名列前茅 Billboard 200。樂隊也通過 Twitter 上和 Target Exclusive 發布了提供免費下載的"How to draw"，並被提名為 2017 Brit Awards 年度專輯。

### 2017–2019：《網路交友的快問快答》
2016 年 11 月 13 日，鼓手成員George Daniel在他的 Instagram 帳戶上發布了一段標題為“2018”的影片，其中包含主唱Matty Healy彈奏電子琴的影片片段，以此預告了樂團的第三張專輯。
2017 年 4 月 3 日，主唱Matty Healy 在Twitter上發布了“我喜歡當你的睡眠即將結束”（意指第二張專輯即將結束），隨後又發佈了“Music for Cars”作為專輯名稱。2017 年 3 月，樂隊表示新專輯的兩首歌已經寫好了。6 月，主唱Matty Healy 還表示 "Drive Like I Do " （The 1975 的前身之一）將在幾年後發布首張專輯，以此作為樂團的副企劃項目。
11月，主唱Matty Healy預告了2017將會推出一張迷你專輯，而在消息被證實前，此迷你專輯被延期至2018年。樂團的經理Jamie Oborne表示將會發行別的作品作為代替。而最後發行的是樂團首張現場演出專輯"DH00278"。他也同時表示2017年將不會推出"Music for Cars"的單曲。最後樂團表示將在2018年推出新作品。
2018年3月，樂團刪除了許多2017年6月之前的貼文，這發生在樂團上一張專輯的巡迴最終站Latitude Festival。
2018年4月，為了回應歌迷的留言，樂團經理Jamie Oborne表示上一張專輯的活動還會繼續一陣子。
4月底，標題為"Music for Cars"的神秘黑色調海報開始出現在倫敦與曼徹斯特，並附註了其音樂公司Dirty Hit的產品序號DH00327。在英國也出現許多迂迴的廣告影射了樂團的新作品。
2018年5月樂團更新了一則倒數計時的貼文，並將目標日期設置在6月1日，樂團至此又開始活躍在社群媒體中。
倒數計時的第一個小時中，此貼文包含了一個隱藏的壓縮檔案，其中包含了4個海報，每個連結名稱都導向一個隱藏網頁，裡頭展示了"人類"與"機器"的對話。樂團頻繁地通過社群媒體展示不同的海報，全都標示著 《網路交友的快問快答》。
2018年3月31日，在樂團參加了BBC Radio 1 Annie Mac所主持的 "Hottest Record in the World"節目當天，樂團發佈了首發單曲"Give Yourself a Try"。
此專輯獲得了全球的評論讚賞。根據音樂評論網站Metacritic所評比，此專輯根據29則評論後獲得了83分，其獲得高度的讚賞。
音樂評論網站Pitchfork的音樂評論家Ryan Dombal給了這張專輯8.5分的評價，並標注其為"最棒的新音樂"，稱其為"粗暴且不拘一格"，同時表示此專輯"和前幾張風格豐富的專輯一樣，裡頭包含了Afrobeats、爵士樂風格的民謠及一首聽起來有如死藤水體驗般以Trap混音版本的Bon Iver歌曲，且比上一張專輯《突襲美夢》更有目標性。時代雜誌認為這張專輯是2018年最好的專輯之一，並將其排在2018最佳專輯排行的第9位。
然而，時代雜誌的評論家Conrad Duncan也給了正面的評價，稱此專輯"充滿純正的心靈，智慧與聰穎"。
音樂評論雜誌Popmatters則批評此專輯非常臃腫冗長且不一致，寫道"這個樂團有些不自量力，主唱兼音樂主導者Matty Healy的"沈溺"有時令人厭煩，而非討人喜歡"，但也稱讚此專輯仍舊相當"迷人"。
在將專輯名稱改為《網路交友的快問快答》之後，主唱Matty Healy在一場Beats 1的訪談中表示"Music for Cars"這標題比較像一場發行音樂的時代。此專輯於2018年11月30日發行。
而The 1975的團名於2019年5月26出現在Radio 1的Big Weekend、米德斯堡足球俱樂部的演出名單中。
以及2019年8月的Reading 和 Leeds Festival名單中。
此專輯入圍了2019年水星獎以及贏得了2019年的全英獎。

### 2019–2021: 《世俗紀事》
2019年7月24日，此張專輯的開場曲 "The 1975"發布,曲中包含了環保鬥士Greta Thunberg的演說,此歌曲的收益將捐給環保組織Extinction Rebellion.
主打單曲名為"People"於2019年8月22日發布。此單曲是以倒數的形式在樂團的社交帳號上發布，裏頭包含著歌詞的片段，讓歌迷可以去拼湊歌詞。
第二波單曲名為"Frail State of Mind"於2019年10月24日發布。此曲的MV於2019年11月30日發布。
第三波單曲名為"Me & You Together Song"於2020年1月16日發布。
2019年2月15日，樂團開啟了在倫敦的巡演，時間延續至2020年3月3日。
此巡演第一站於諾丁漢的Motorpoint Arena Nottingham,該場地可容納一萬人。在樂團結束在倫敦的O2及英國等熱門展演場地的演出後，樂團的巡迴終點站在都柏林。
2020年2月17日，樂團刊登了一個數位排毒的網站名為"MindShowerAI"，裡頭包含了下一首單曲的倒數計時，也包含了多則奇怪的訊息像是"我正在致力於我的心靈和我的人生" 和"我感到舒適與被尊重"。
第四首單曲‘The Birthday Party’於2020年2月19日，隨著樂團網站上的倒數時鐘結束後發布。
2020年4月3日，樂團發布了"Jesus Christ 2005 God Bless America"，包含了客座主唱 Phoebe Bridgers，隨後於2020年4月23日發布了"If You're Too Shy (Let Me Know)"包含了客座主唱FKA Twigs。
樂團的第四張專輯《世俗紀事》於2020年5月22日發布。
2020年12月4日，此專輯在英國排行榜上獲得了銀牌認證。

### 2021–最近: 《用外語搞笑（英语：Being Funny in a Foreign Language）》
2021年初期，多數樂團2020年的演出都因為新冠病毒而延期，最後於2021年1月12全數取消。
在此期間，主唱Matty Healy 以"Drive Like I Do"當作未來新歌的預告，他表示樂團正在製作第五張專輯了，雖然沒有特別的指示該何時寫歌、錄音、混音等等，但將要完成了。
在2021年2月，另一位Dirty Hit的簽約藝人No Rome宣布了他正在錄製一首與The 1975 和Charli XCX的新單曲，他上一首與The 1975合作的單曲是2018年的"Narcissist"。
2021年3月發布了主唱Matty Healy與鼓手George Daniel為Beabadoobee製作的一張迷你專輯Our Extended Play。
2021年10月，主唱Matty Healy為Phoebe Bridgers的巡迴Reunion Tour開場，在位於洛杉磯的Greek Theatre. 他演出了兩首新歌，其中一首名為"New York"。
2022年2月14日，樂團停用了他們的主要社群網站帳號，並暗示了他們新的音樂素材。
2022年6月1日，樂團又重啟了帳號，並以一系列的照片去勾勒新專輯的意象，同時於樂團的官方網站更新。
2022年6月底，樂團發布了第一首單曲"Part of the Band"的預告，
並寄送明信片給粉絲，其中包含了印有整張專輯歌單的明信片。同時倫敦也張貼了主唱Matty Healy的海報來推廣此單曲。
主唱Matty Healy於Instagram張貼了"Part of the Band"的歌詞 
此單曲於2022年7月7日發布，並宣布此專輯將有11首歌。
2022年10月1日，樂團出現在BBC Two的Later... with Jools Holland節目。
2022年11月7日，樂團在麥迪遜廣場花園舉辦了一場售罄的演出，該演出也在亞馬遜音樂的 Twitch 頻道上進行了直播。該節目是他們 At Their Very Best 巡演中的前幾場演出之一，受到一些評論家的高度讚揚，稱讚它的大膽，而其他人則表示樂隊證明了他們確實“處於最佳狀態”。
2023年3月11日，樂團在周六夜現場表演前分享了短片系列的“第一集”，標題為“親密時刻的戲劇表演”。
2023年7月21日，樂團主唱Matty Healy在馬來西亞雪邦舉行的“Good Vibes Festival 2023”開唱时，公開討論同性戀、雙性戀及跨性别（LGBT+）话题，並且當眾親吻團員，他在演出結束後30分鐘內，遭馬來西亞驅逐出境並禁止進入。馬來西亞通訊及數碼部長於7月22日下令立即取消原定於23日結束的音樂節演出。樂團原定的亞洲巡迴演唱會也全數取消。

## 樂團成員

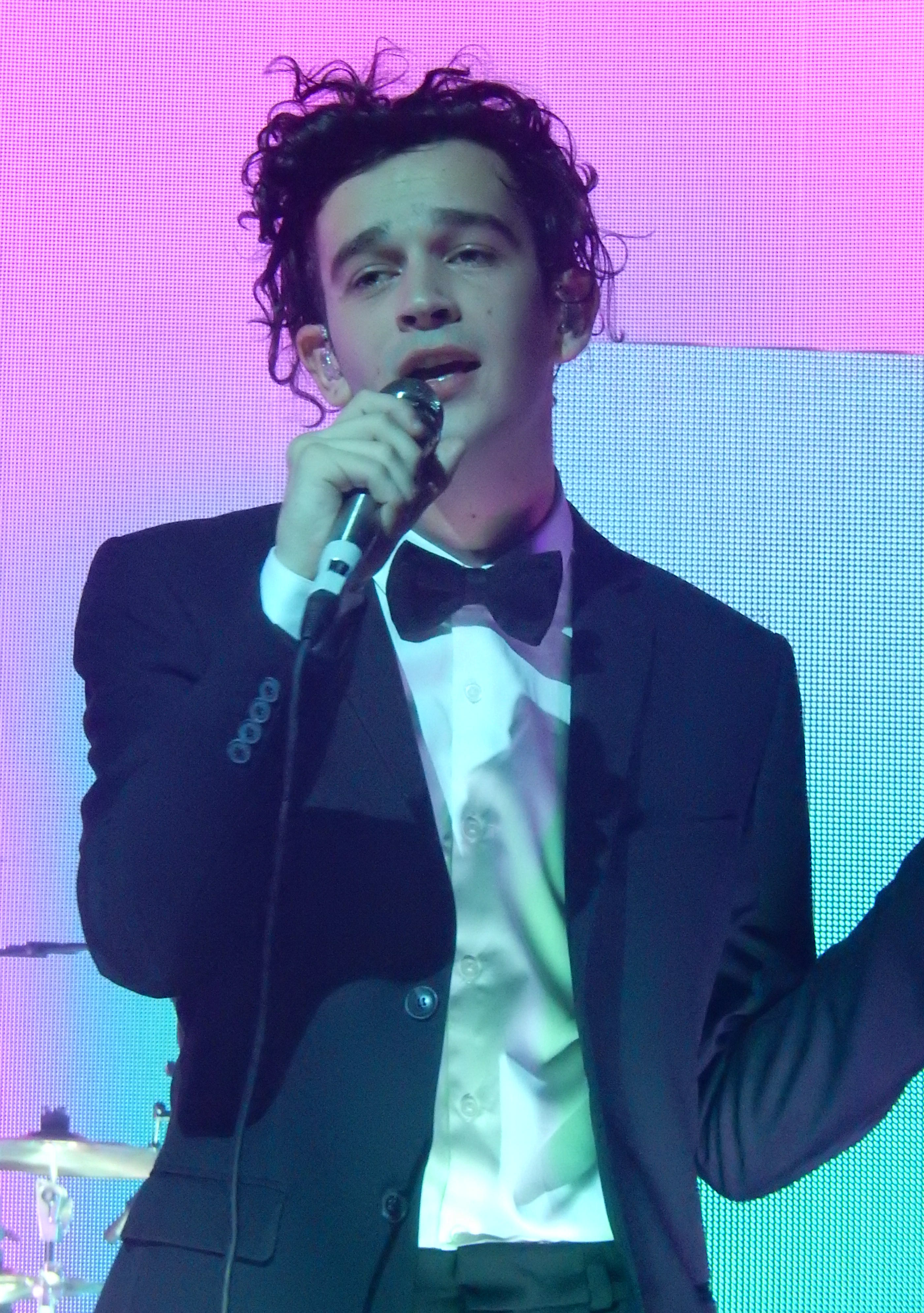
主唱 Matty Healy 2016

- Matty Healy – 主唱, 節奏與木吉他, 鍵盤樂器
- Adam Hann – 主奏吉他, 鍵盤樂器, 和聲
- Ross MacDonald – 貝斯, 鍵盤樂器, 和聲
- George Daniel – 鼓, 打擊樂器, 鍵盤樂器, 和聲

近期巡迴樂隊成員
- John Waugh – 薩克斯風, 鍵盤樂器, 和聲 (2013–近期)
- Jamie Squire – 鍵盤樂器, 節奏吉他, 和聲 (2015–近期)
- Polly Money – 節奏吉他, 鍵盤樂器, 和聲 (2022–近期)
- Rebekah Rayner – 打擊樂器 (2022–近期)

前巡迴樂隊成員
- Taitlyn Jaiy – 和聲, 舞者 (2018–2020)
- Kaylee Jaiy – 和聲, 舞者 (2018–2020)

## 音樂作品
- 《The 1975》（2013年）
- 《突襲美夢》（2016年）
- 《網路交友的快問快答》（2018年）
- 《世俗紀事》（2020年）
- 《用外語搞笑（英语：Being Funny in a Foreign Language）》（2022年）

## 外部連結
- （英文） 1975樂團官方網站（页面存档备份，存于）
- （英文） 1975樂團的Facebook專頁
- （英文） 1975樂團的X（前Twitter）
- （英文） 1975樂團的MySpace（页面存档备份，存于）